# Terry Stotts
Terry Stotts, né le 25 novembre 1957 à Cedar Falls, dans l'Iowa, est un joueur et entraîneur américain de basket-ball. Il évolue durant sa carrière au poste d'ailier.

## Carrière de joueur
Stotts est sélectionné au second tour, en 38e choix par les Rockets de Houston lors de la draft NBA 1980, mais il n’arrive pas à se faire une place dans l’équipe. Il commence sa carrière professionnelle en Italie avant de rejoindre l’équipe entraînée par George Karl, les Golden Nuggets du Montana (en), dans la Continental Basketball Association (CBA), au début des années 1980. Il joue pour l’équipe pendant trois saisons. Il retourne ensuite en Europe pendant plusieurs saisons, jouant en Espagne (CB Estudiantes) et en France.

## Carrière d'entraîneur

### Les débuts
Après avoir pris sa retraite en tant que joueur, Stotts rejoint l'équipe de George Karl comme entraîneur adjoint des Patroons d'Albany de la CBA en 1990-1991. Au cours de sa première année, les Patroons finissent avec un bilan de 50-6. Stotts entraîne ensuite le Fury de Fort Wayne pendant une saison avant de rejoindre Karl comme entraîneur adjoint au sein des SuperSonics de Seattle dans la NBA. Il change ensuite de franchise avec Karl et rejoint les Bucks de Milwaukee en 1998.

### Hawks d'Atlanta
En 2002, il rejoint les Hawks d'Atlanta en tant qu’entraîneur adjoint. Il est promu entraîneur principal 27 matchs après le début de la saison quand Lon Kruger est limogé. Stotts mène les Hawks à un bilan global de 52-85 avant d’être renvoyé et de devenir entraîneur adjoint des Warriors de Golden State.

### Bucks de Milwaukee
En 2005, il devient l’entraîneur principal des Bucks de Milwaukee. Les Bucks participent aux playoffs lors de sa première saison, mais il limogé avant la fin de sa deuxième saison, le 14 mars 2007.

### Mavericks de Dallas
Il est embauché comme entraîneur adjoint aux Mavericks de Dallas peu après que Rick Carlisle ait été embauché comme entraîneur principal en septembre 2008. Il est reconnu pour avoir coordonné l’attaque des Mavericks, l’une des plus efficaces de la ligue en 2010-2011, lorsqu’ils remportent les Finales NBA 2011.

### Trail Blazers de Portland
En août 2012, la franchise des Trail Blazers de Portland le nomme au poste d'entraîneur.
Les Blazers terminent avec un bilan de 33-49 lors de la première année de Stotts, perdant leurs 13 derniers matchs et manquant les playoffs.
Au cours de la deuxième saison de Stotts avec Portland, l'équipe finit avec un bilan de 54-28. Ils battent les Rockets de Houston au premier tour des playoffs avec un tir à trois points au buzzer de Damian Lillard pour accéder au second tour. L'équipe s'incline en cinq matchs face aux Spurs de San Antonio, futur champion NBA.
Au cours de la troisième saison de Stotts, l'équipe finit avec un bilan de 51-31. Après avoir subi quelques blessures clés, ils sont éliminés par les Grizzlies de Memphis au premier tour des playoffs, 4-1.
Malgré la perte de quatre de ses titulaires, dont l'ailier fort LaMarcus Aldridge, les Trail Blazers atteignent le second tour des playoffs, après avoir battu les Clippers de Los Angeles au premier tour. Au second tour, Portland joue contre les Warriors de Golden State, leader de la conférence, perdant dans une série de cinq matchs. Le 16 mai 2016, Stotts prolonge le contrat avec les Trail Blazers.
Au cours de la saison 2018-2019, les Trail Blazers finissent avec un bilan de 53-29 en saison régulière. Portland bat le Thunder d'Oklahoma City 4-1 puis les Nuggets de Denver 4-3 lors des deux premiers tours, mais est battu par le double champion en titre, les Warriors de Golden State lors de la finale de conférence. Malgré la défaite, il est prolongé par la direction de Portland jusque 2022.
Au lendemain de l'élimination des Trail Blazers face aux Nuggets de Denver au premier tour des playoffs 2021, Terry Stotts quitte la franchise de l'Oregon d'un commun accord.

### Bucks de Milwaukee
Adrian Griffin est nommé entraîneur des Bucks à la fin de la saison 2022-2023. Il choisit Stotts comme adjoint. Toutefois, dès octobre 2023, peu avant le début de la saison, Stotts démissionne de son poste. Le site d'information The Athletic (en) fait état de tensions avec Adrian Griffin.

## Récompenses

### Entraîneur principal
- Entraîneur du mois de février 2016 de la conférence Ouest[7]

### Entraîneur adjoint
- Champion NBA en 2011

## Statistiques en tant qu'entraîneur
| Participation en playoffs |

| Équipe    | Année     | Saison régulière | Saison régulière | Saison régulière | Saison régulière           | Playoffs  | Playoffs | Playoffs | Playoffs                                                                 |
| Équipe    | Année     | Victoires        | Défaites         | %                | Classement                 | Victoires | Défaites | %        | Résultat                                                                 |
| --------- | --------- | ---------------- | ---------------- | ---------------- | -------------------------- | --------- | -------- | -------- | ------------------------------------------------------------------------ |
| Atlanta   | 2002-2003 | 24               | 31               | 43,6             | 5e en division Centrale    | -         | -        | -        | Pas de playoffs                                                          |
| Atlanta   | 2003-2004 | 28               | 54               | 34,1             | 7e en division Centrale    | -         | -        | -        | Pas de playoffs                                                          |
| Milwaukee | 2005-2006 | 40               | 42               | 48,8             | 5e en division Centrale    | 1         | 4        | 20,0     | Défaite contre les Pistons de Détroit au premier tour                    |
| Milwaukee | 2006-2007 | 23               | 41               | 35,9             | Limogé                     | -         | -        | -        | -                                                                        |
| Portland  | 2012-2013 | 33               | 49               | 40,2             | 4e en division Nord-Ouest  | -         | -        | -        | Pas de playoffs                                                          |
| Portland  | 2013-2014 | 54               | 28               | 65,9             | 2e en division Nord-Ouest  | 5         | 6        | 45,5     | Défaite contre les Spurs de San Antonio en demi-finale de conférence     |
| Portland  | 2014-2015 | 51               | 31               | 62,2             | 1er en division Nord-Ouest | 1         | 4        | 20,0     | Défaite contre les Grizzlies de Memphis au premier tour                  |
| Portland  | 2015-2016 | 44               | 38               | 53,7             | 2e en division Nord-Ouest  | 5         | 6        | 45,5     | Défaite contre les Warriors de Golden State en demi-finale de conférence |
| Portland  | 2016-2017 | 41               | 41               | 50,0             | 3e en division Nord-Ouest  | 0         | 4        | 0        | Défaite contre les Warriors de Golden State au premier tour              |
| Portland  | 2017-2018 | 49               | 33               | 59,8             | 1er en division Nord-Ouest | 0         | 4        | 0        | Défaite contre les Pelicans de La Nouvelle-Orléans au premier tour       |
| Portland  | 2018-2019 | 53               | 29               | 64,6             | 2e en division Nord-Ouest  | 8         | 8        | 50,0     | Défaite contre les Warriors de Golden State en finale de conférence      |
| Portland  | 2019-2020 | 35               | 39               | 47,3             | 4e en division Nord-Ouest  | 1         | 4        | 20,0     | Défaite contre les Lakers de Los Angeles au premier tour                 |
| Portland  | 2020-2021 | 42               | 30               | 58,3             | 3e en division Nord-Ouest  | 2         | 4        | 33,3     | Défaite contre les Nuggets de Denver au premier tour                     |
| Total     | Total     | 517              | 486              | 51,5             |                            | 23        | 44       | 34,3     |                                                                          |